# Charlotte de La Mothe-Houdancourt
Charlotte-Éléonore Magdeleine de La Mothe-Houdancourt, (1654 - 13 décembre 1744) est une dame de la noblesse de France qui, par son mariage avec Louis-Charles de Lévis, devint duchesse de Ventadour et dame de Roberval de 1685 à 1744. Elle fut notamment gouvernante du futur Louis XV dont elle sauva la vie et qui, l'aimant comme la mère qu'il n'avait pas connue, la nomma plus tard, malgré son âge avancé, gouvernante des enfants royaux.

## Biographie

### Famille
Charlotte-Éléonore de La Mothe-Houdancourt est la cadette des trois filles de Philippe de La Mothe-Houdancourt, duc de Cardone et de Fayel, maréchal, pair de France et de Louise de Prie, marquise de Toucy, gouvernante des enfants de France. Elle a pour sœurs :
- Françoise Angélique de La Mothe-Houdancourt, dame de Fayel, (1650-5 avril 1711), mariée le 28 novembre 1669 à Louis-Marie-Victor d'Aumont (né le 9 décembre 1632), duc d'Aumont et marquis de Villequier. Elle est inhumée aux Feuillants, (portrait à Chantilly) ;
- Marie Isabelle Angélique de La Mothe-Houdancourt (1654-1726), épouse du Henri-François, duc de La Ferté Senneterre.

Elle épouse, le 14 mars 1671 à Paris, Louis-Charles de Lévis, duc de Ventadour, baron de Rochemaure et gouverneur du Limousin (1647-1717). Le jeune duc est le petit-fils d'Anne de Lévis.
En 1673 naît leur fille unique, Anne Geneviève de Lévis-Ventadour.
Peu après 1673, maltraitée par un mari publiquement débauché et violent, Charlotte quitte le domicile conjugal pour s'installer à Paris. Elle n'en sera définitivement libéré qu'à sa mort en 1717.
Elle est nommée dame d'Honneur de la duchesse douairière d'Orléans, mère du régent (Madame Palatine) qui l'apprécie beaucoup. Elle est proche de Madame de Maintenon et de la famille Noailles. 
En 1685, elle hérite d'une partie des biens de son oncle, Henri de La Mothe Houdancourt : la terre de Roberval (Oise) estimée à 52 800 livres, les terres de Rhuis et de Saint-Germain-lès-Verberie (Oise) estimées 40 000 livres et 2 846 livres 13 sols 4 deniers en argent, ce qui portait son tiers de succession à 95 646 livres 13 sols 4 deniers. Louis-Charles de Lévis-Ventadour devient donc seigneur de Roberval.
Sa fille épouse le 16 février 1691 Louis-Charles de La Tour d'Auvergne, prince de Turenne, héritier des ducs de Bouillon (né le 14 janvier 1665 et mort en 1692). Elle lui apporte la seigneurie de Roberval en dot.

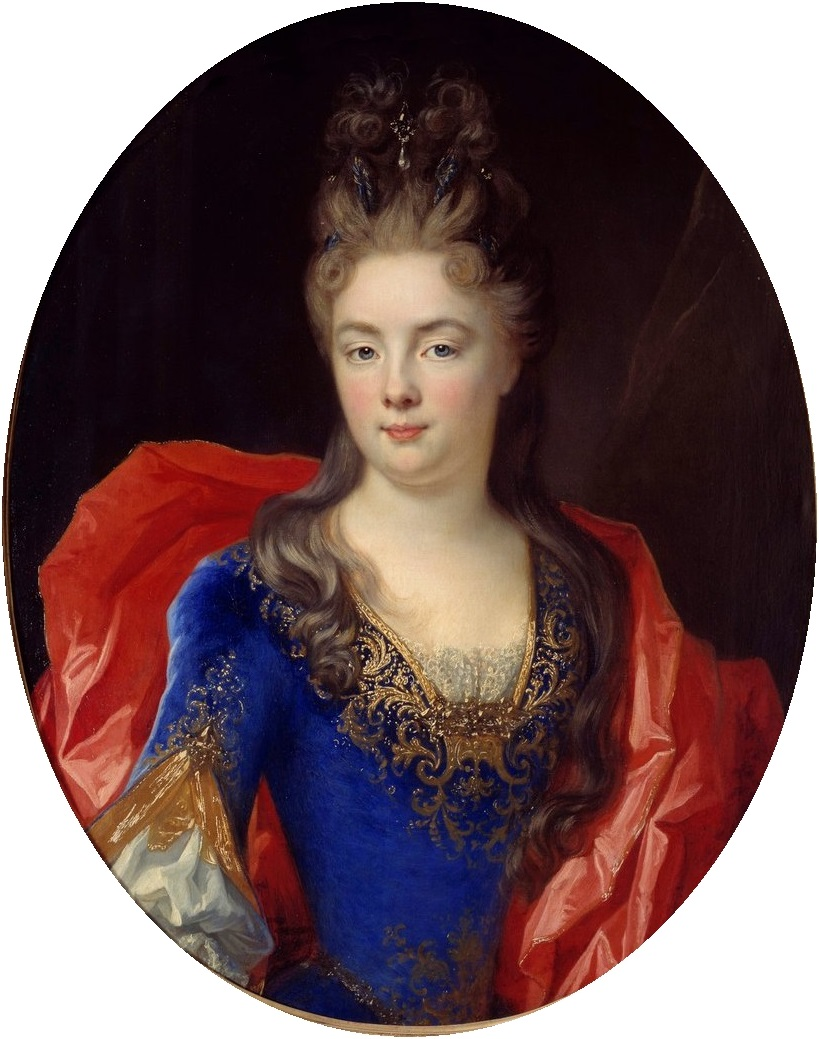
La Princesse de Soubise, fille de Madame de Ventadour, Nicolas de Largillierre, 1695.

Anne-Geneviève et son deuxième époux Hercule Mériadec de Rohan, prince de Soubise ont en 1697 Jules François Louis de Rohan-Soubise, prince de Soubise, capitaine-lieutenant des gendarmes de la garde du roi.
Son arrière-petit-fils Charles de Rohan-Soubise naît en 1715. D'un premier mariage, il a une fille en 1737. Evénement rarissime dans le démographie de l'époque, la duchesse de Ventadour est arrière-arrière-grand-mère. En secondes noces, le prince de Soubise conclut une alliance particulièrement brillante avec une princesse de la maison de Savoie, ce qui lui permet de devenir un parent proche du roi de Sardaigne mais aussi du roi de France.
Charlotte meurt le 15 décembre 1744 à l’âge de 90 ans dans son château de Glatigny à Versailles.

### Gouvernante des enfants royaux
Comme le fut avant elle sa mère Louise de Prie, Madame de La Mothe-Houdancourt, Charlotte de Ventadour est nommée en 1704 gouvernante du duc de Bretagne, premier né des arrière-petits-enfants du roi. Elle est secondée par Madame de La Lande, sous-gouvernante et correspond avec Madame de Maintenon presque quotidiennement comme le montre Pascale Mormiche. 
Elle possède le château de Montpoupon (Touraine).

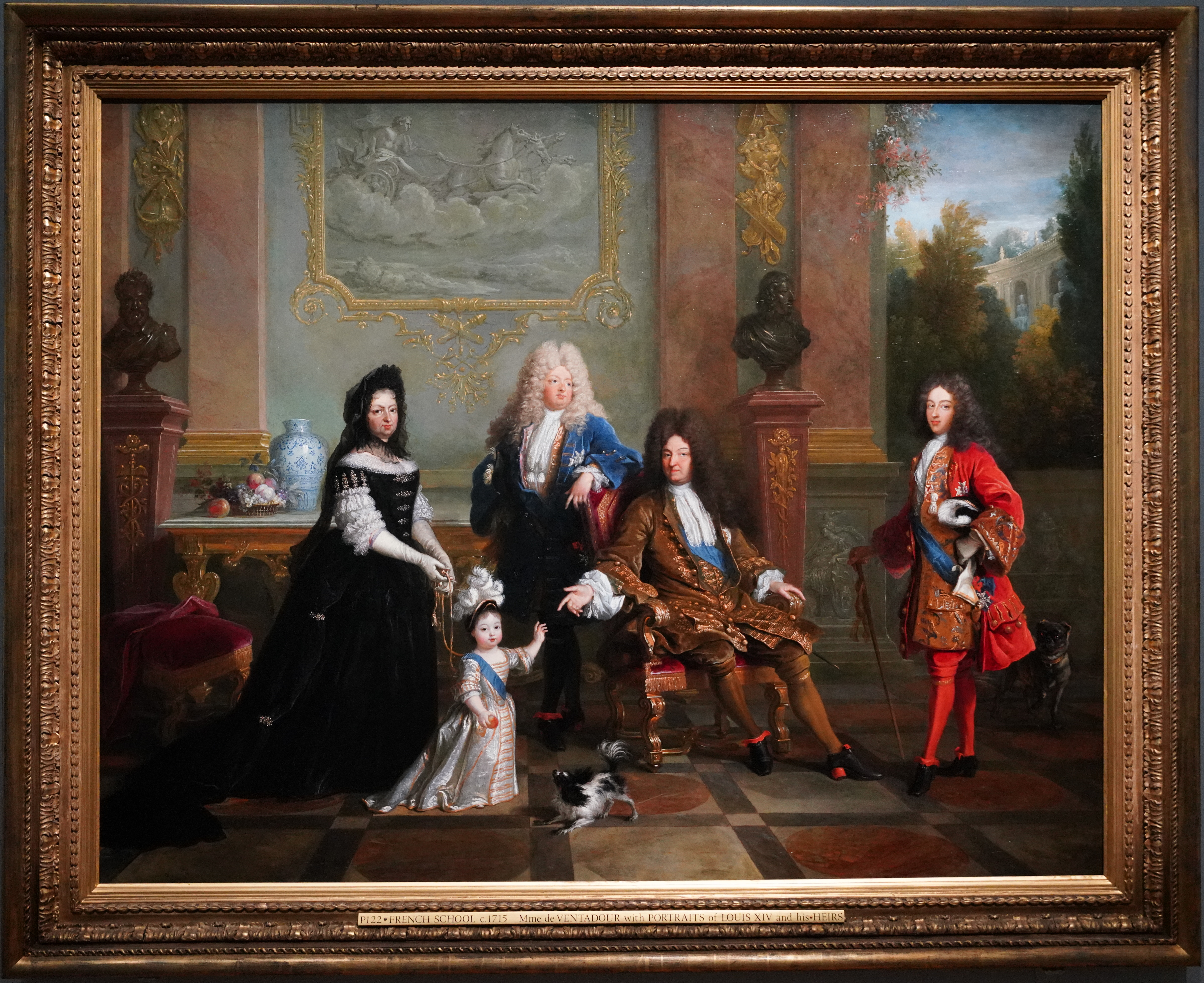
Portrait (de Nicolas de Largillierre ?) vers 1710. De gauche à droite : devant les bustes des rois Henri IV et Louis XIII, la duchesse de Ventadour, gouvernante des enfants royaux, le duc de Bretagne, le Grand Dauphin, son grand-père, Louis XIV, son arrière-grand-père, et le duc de Bourgogne, son père.

Sa mère, Louise de Prie, meurt en 1709. Mme de Ventadour se fait peindre, en habits de deuil, sur le même plan que Louis XIV, Monseigneur le Grand Dauphin, le duc de Bourgogne, et tenant en lisière le petit duc de Bretagne.
En 1712, après avoir contracté la rougeole, meurt la dauphine, bientôt suivie du dauphin et de leur fils aîné, le duc de Bretagne. En raison de sa fonction de gouvernantes des Enfants royaux Charlotte brave l'autorité des médecins comme le montre Pascale Mormiche. Elle les empêche de s'approcher du duc d'Anjou (le futur Louis XV qui appelle tendrement sa gouvernante « maman Ventadour » voire « maman » tout court) et le soigne elle-même. L'enfant guérit. 
En février 1717, après sept ans d'une éducation soignée, Louis XV « passe aux hommes » avec un gouverneur : François de Neufville de Villeroy est un ami (voire ancien amant) de Charlotte. Il a 78 ans. Charlotte cesse d’être la gouvernante de Louis XV mais reste présente à ses côtés. 
En 1721, elle devient gouvernante de l'infante Marie-Anne-Victoire d'Espagne, fiancée à Louis XV à l'âge de trois ans, et ce jusqu'au renvoi en 1725 de cette dernière en Espagne pour permettre au roi d'épouser une princesse ayant l'âge d'enfanter.
En 1727, elle devient la gouvernante des enfants de Louis XV. Sa petite-fille, la duchesse de Talard, est nommée « survivancière » (adjointe destinée à lui succéder) : la charge reste dans la famille, preuve de la confiance et de l'attachement du roi.
À partir de 1738, les princesses de moins de six ans sont envoyées à l'abbaye de Fontevraud achever leur éducation pour des raisons d'économie.

## Au cinéma
- Dans le film L'Échange des princesses (2017), elle est jouée par Catherine Mouchet.